# Schema (wiskunde)
In de wiskunde is een schema een belangrijk concept dat de wiskundige deelgebieden van de algebraïsche meetkunde, de commutatieve algebra en de getaltheorie met elkaar verbindt. Schema's werden in de wiskunde geïntroduceerd door Alexander Grothendieck, met als doel de notie van algebraïsche variëteit te generaliseren; Sommigen beschouwen schema's als het onderzoeksobject bij uitstek van de moderne algebraïsche meetkunde. Formeel is een schema een topologische ruimte samen met commutatieve ringen voor alle open deelverzamelingen van deze topologische ruimte. Een schema ontstaat door uit het "samenlijmen" van ringspectra (ruimten van priemidealen) van commutatieve ringen langs hun open deelverzamelingen.

## Formele definitie
Een affien schema {\displaystyle X} is een topologische ruimte voorzien van een schoof {\displaystyle O_{X}} van lokale ringen - de structuurschoof genoemd,  zodanig dat {\displaystyle X} isomorf is met het ringspectrum {\displaystyle \mathrm {Spec} (R)} van een commutatieve ring {\displaystyle R}, voorzien van de bijbehorende spectrumschoof.
Een schema {\displaystyle X} is een topologische ruimte voorzien van een schoof {\displaystyle O_{X}} van lokale ringen - de structuurschoof genoemd, zodanig dat {\displaystyle X} lokaal isomorf is met een affien schema, dat wil zeggen: {\displaystyle X} laat een open overdekking toe bestaande uit deelverzamelingen {\displaystyle U_{i}} zodanig dat elke {\displaystyle U_{i}} isomorf is met een affien schema.

## Verantwoording
Zij {\displaystyle V} een affiene algebraïsche variëteit, d.i. de nulpuntenverzameling van een priemideaal {\displaystyle p} in een veeltermring {\displaystyle K[X_{1},X_{2},\ldots ,X_{n}]}. De quotiëntring {\displaystyle R=K[X_{1},X_{2},\ldots ,X_{n}]/p} die ontstaat door rekenen met veeltermen modulo elementen van het priemideaal, kan worden opgevat als een ring van {\displaystyle k}-waardige functies op {\displaystyle V}, de zogenaamde reguliere functies.
De topologische ruimte {\displaystyle \mathrm {Spec} (R)} lijkt sterk op {\displaystyle V}. De punten van {\displaystyle \mathrm {Spec} (R)} zijn de priemidealen van {\displaystyle R}, terwijl de punten van {\displaystyle V} overeenkomen met de maximale idealen van {\displaystyle R}. De spectrumschoof van {\displaystyle R} legt het verband tussen de punten en andere irreducibele deelverzamelingen van {\displaystyle V} enerzijds, en de reguliere functies op hun omgevingen anderzijds.
Voor een projectieve algebraïsche variëteit bestaat niet zo'n unieke spectrumschoof, maar een projectieve variëteit kan wel
overdekt worden met open deelverzamelingen die affiene variëteiten vormen.
Het begrip schema omvat dus de klassieke algebraïsche variëteiten, naast een aantal abstractere objecten die niet onder
de klassieke definitie vallen.